# Brandon Téllez
Brandon Abiud-Téllez (Fullerton, California, Estados Unidos; 17 de febrero de 2005) es un futbolista mexicano nacido en Estados Unidos. Juega de centrocampista y su equipo actual es el Club Deportivo Tapatío de la Liga de Expansión MX Es internacional juvenil por la selección sub-18 de México desde 2022.

## Trayectoria
Formado en las inferiores del LA Galaxy, debutó por el segundo equipo en la USL Championship el 13 de octubre de 2022 en la derrota por 3-2 ante el New Mexico United. En septiembre de 2022 fue includio en la lista de las 60 promesas del fútbol del 2022 del periódico británico The Guardian. Al término de la temporada 2022 fue nombrado jugador del año de la academia del Galaxy.

## Selección nacional
Nacido en Estados Unidos, Téllez es descendiente mexicano. Fue citado a la selección sub-18 de México en agosto de 2022. Debutó el 25 de septiembre de 2022 ante Alemania por un encuentro amistoso.

## Estadísticas
Actualizado al último partido disputado el 13 de marzo de 2024.
| Club                        | Div.          | Temporada     | Liga  | Liga  | Copas nacionales(1) | Copas nacionales(1) | Copas internacionales(2) | Copas internacionales(2) | Total | Total |
| Club                        | Div.          | Temporada     | Part. | Goles | Part.               | Goles               | Part.                    | Goles                    | Part. | Goles |
| --------------------------- | ------------- | ------------- | ----- | ----- | ------------------- | ------------------- | ------------------------ | ------------------------ | ----- | ----- |
| LA Galaxy II Estados Unidos | 2.ª           | 2022          | 2     | 0     | -                   | -                   | -                        | -                        | 2     | 0     |
| LA Galaxy II Estados Unidos | 3.ª           | 2023          | 19    | 1     | -                   | -                   | -                        | -                        | 19    | 1     |
| LA Galaxy II Estados Unidos | Total club    | Total club    | 21    | 1     | 0                   | 0                   | 0                        | 0                        | 21    | 1     |
| C. D. Tapatío · México      | 2.ª           | 2024          | 7     | 0     | -                   | -                   | -                        | -                        | 7     | 0     |
| C. D. Tapatío · México      | Total club    | Total club    | 7     | 0     | 0                   | 0                   | 0                        | 0                        | 7     | 0     |
| Total carrera               | Total carrera | Total carrera | 28    | 1     | 0                   | 0                   | 0                        | 0                        | 28    | 1     |